# Фред Вільямс
Фред Вільямс (нім. Fred Williams, повне ім'я Фрідріх Вільгельм Льохерер нім. Friedrich Wilhelm Löcherer; 9 лютого 1938, Мюнхен, Баварія, Німеччина) — німецький актор.

## Біографія
Народився в Мюнхені. Закінчив Мюнхенський університет за спеціальністю «Інженерна справа». Драматичне мистецтво вивчав у акторській школі. 
 Фред дебютував на великому екрані в 1962 році. Його першою роботою стала італійська комедія «Найкоротший день» режисера Серджіо Корбуччі. 
 В 60-х роках виконував головні ролі в італійських та французьких комедіях. Працював з такими режисерами як Луїджі Дзампа, Дуччі Тесарі, Хосе Беназераф, Антоніо П'єтранджелі. 
 В 1965 році зіграв роль П'єтро Формарі у фільмі «Туманні зірки Великої Ведмедиці» легендарного кінематографіста Лукіно Вісконті. Згодом на екрани вийшов фільм Федеріко Фелліні «Джульєтта і духи» за участі актора. У ньому він зіграв роль арабського принца. 
 В 1983 знявся у фільмі Сабатіно Лепорі «І корабель пливе».
 Успіх актору принесли ролі Джернота у циклі фільмів німецького режисера Гарольда Рейнла про Нібелунгів та режисера Фабіо де Агостіні у фільмі «Кроваві ночі гестапо». Успішними також стали ролі князя Ракоці у фільмі «Анжеліка і король» та Мішеля де Монсалві у фільмі «Катерина». 
 В 1969—1976 Вільямс виконав головні ролі у десяти фільмах жахів іспанського режисера Хесуса Франко. Співпрацював із режисером Хосе Беназерафом. 
 З 1992 року припинив зніматися в кіно. Проживав у Мюнхені та мав сім елітних магазинів модного дитячого одягу. На даний час проживає у своєму маєтку біля баварського озера Штарнберг. 

## Фільмографія
- 1989 — Льовенгрюбе (нім. Löwengrube)
- 1983 — Кровне кохання (нім. Liebesblut)
- 1983 — І корабель пливе (англ. And the Ship Sails On)
- 1977 — Міст надто далеко (англ. A Bridge Too Far)
- 1977 — Кроваві ночі гестапо (італ. Le Lunghe notti della Gestapo)
- 1977 — Історія репортерів (англ. Reporter's Story)
- 1976 — Побачити Мальту і померти (фр. Voir Malte et mourir)
- 1976 — Порушники спокою (фр. Les emmerdeuses)
- 1976 — Друзі Ніка Хезарда (італ. Gli amici di Nick Hezard)
- 1975 — Стоп! Це попрабування (італ. Fermi tutti! È una rapina)
- 1975 — Розбещені монахині (фр. Les Chatouilleuses)
- 1975 — Кровозмішники (фр. Les incestueuses)
- 1975 — Жінка плюс жінка (фр. Les lesbiennes)
- 1975 — Гедодист (фр. Jouisseur)
- 1974 — Мілан: Клан калабрійців (італ. Milano: il clan dei calabresi)
- 1973 — Читання процесу (італ. Leseprozesse)
- 1973 — Мотив любові (нім. Motiv Liebe)
- 1972 — Пригоди Піннокіо (італ. Leider Avventure di Pinocchio)
- 1972 — Месник із Сохо (ісп. El Muerto hace las maletas)
- 1972 — Помста Мабузе (італ. La venganza del doctor mabuse)
- 1971 — Вона вбивала у екстазі (нім. Sie tötete in Ekstase)
- 1971 — Дуель втрьох (нім. Duell zu dritt)
- 1970 — Граф Дракула -(англ. Count Dracula)
- 1969 — Сальто Мортале- (нім. Salto Mortale)
- 1969 — Мадам і її племінниця (нім. Madame und ihre Nichte)
- 1969 — Ізабелла, диявольська герцогиня — (італ. Isabella, duchessa dei diavoli)
- 1968-1969 — Рінальдо Рінальдіні (нім. Rinaldo Rinaldini - Der Räuberhauptmann)
- 1968 — Ніжні синьйори (італ. Le Dolci signore)
- 1968 — Катрін — час любити (фр. Catherine - il suffit d'un amour)
- 1967 — Нібелунги: Помста Крімхільди (нім. Die Nibelungen Teil 2: Kriemhilds Rache)
- 1966 — Нібелунги: Зігфрід (нім. Die Nibelungen Teil 1: Siegfried)
- 1965 — Туманні зірки Великої Ведмедиці (італ. Vaghe stelle dell'Orsa...)
- 1965 — Пани (нім. Die Herren
- 1965 — Анжеліка і король (фр. Angélique et le roy)
- 1964 — Джульєтта і духи (італ. Giulietta degli spiriti)
- 1964 — Дівчата з обкладинки (італ. Ragazze di tutti)
- 1964 — Чудовий рогоносець (італ. It Magnifico cornuto)
- 1963 — Венеційський пекар (італ. Il fornaretto di Venezia)
- 1962 — Найкоротший день (італ. Il Giorno più corto)
- 1962 — Залізний капітан (італ. Il Capitano di ferro)